# The Sidehackers
Pour plus de détails, voir Fiche technique et Distribution.
The Sidehackers (The Sidehackers, mais connu aussi sous le nom de Five the Hard Way) est un film américain d'action, réalisé par Gus Trikonis, sorti en 1969. C'est le premier film réalisé par Gus Trikonis.
Le 29 septembre 1990, il a été utilisé pour un épisode de la série télévisée culte Mystery Science Theater 3000 ce qui lui a redonné un regain de notoriété après avoir sombré dans l'anonymat. Il fait aussi partie du coffret de DVD Mystery Science Theater 3000 Collection 2 - 4, sorti en 2003.

## Synopsis
Rommel est un mécanicien qui conduit aussi des side-cars en compétition. Il se fait approcher par un certain J.C. qui voudrait l'embaucher pour un spectacle de cascadeurs. Rommel refuse et J.C en garde une certaine rancœur. Mais, dans le même, Paisley, la petite amie de J.C. en pince pour Rommel, lui fait des avances mais celui-ci l'éconduit. La jeune femme, très attristée, se saoule et est retrouvée ivre morte et délirante par J.C., convaincu que Rommel vient de la violer. Il décide alors de la venger. Il retrouve alors Rita, la petite amie de Rommel, la viole et la tue. Dès lors, Rommel et lui vont se livrer une guerre à mort…

## Fiche technique
- Titre : The Sidehackers
- Titre original : The Sidehackers
- Réalisation : Gus Trikonis
- Scénario : Larry Billman, Tony Huston
- Musique : Mike Curb, Guy Hemric, Jerry Styner
- Directeur de la photographie : Jon Hall
- Montage : Pat Somerset
- Production : Ross Hagen, Crown International Pictures (en)
- Pays d'origine :  États-Unis
- Genre : action
- Durée : 82 minutes

## Distribution
- Ross Hagen : Rommel
- Diane McBain : Rita
- Michael Pataki : J.C.
- Dick Merrifield : Luke
- Claire Polan : Paisley

## Récompenses et distinctions

### Nominations
- Saturn Award 2004 :
  - Saturn Award de la meilleure collection DVD (au sein du coffret Mystery Science Theater 3000 Collection 2 - 4)